# Télécom Paris
Cet article possède un paronyme, voir Télécom SudParis.
Télécom Paris, anciennement Télécom ParisTech, École nationale supérieure des télécommunications et École supérieure de télégraphie, est l'une des 204 écoles d'ingénieurs françaises accréditées au 1er septembre 2020 à délivrer un diplôme d'ingénieur.
L'école a été fondée en 1878. Télécom Paris est spécialisée dans les sciences et technologies de l'information et des télécommunications.
Elle est aujourd'hui rattachée à l'Institut Mines-Télécom et fait partie de la Conférence des grandes écoles (CGE), et de l'Institut polytechnique de Paris. Elle est située à Palaiseau, sur le campus de l'Institut polytechnique de Paris.
L'école fut l'un des acteurs de l'université Paris-Saclay et est désormais une école de l'Institut polytechnique de Paris. Le déménagement de ses bâtiments à Palaiseau plateau a été réalisé en octobre 2019, de même que celui de la direction générale de l'Institut Mines-Télécom.

## Histoire

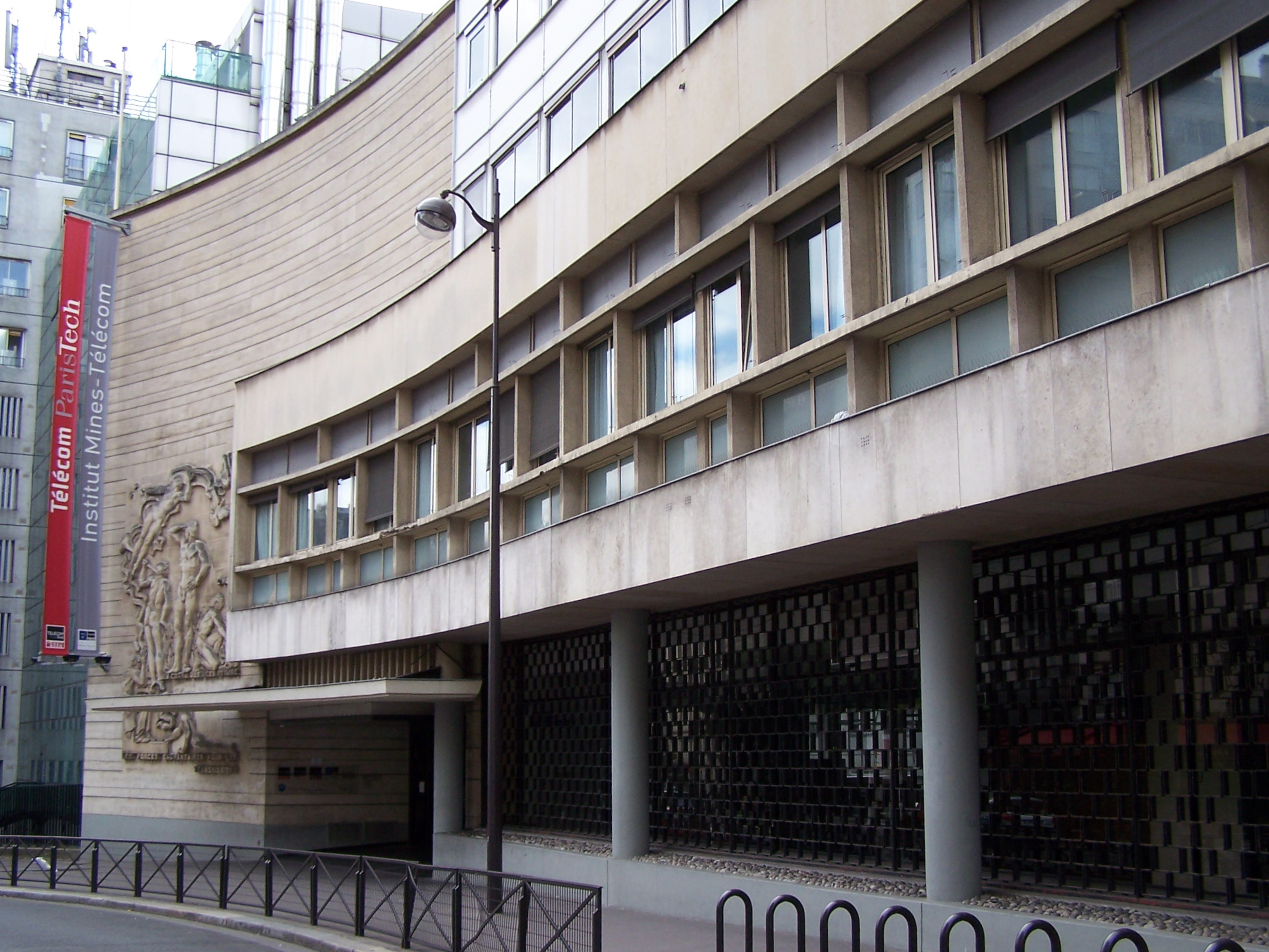
Les anciens bâtiments de l'école, rue Barrault à Paris.

Dans la seconde moitié du XIXe siècle, avec l'essor de la télégraphie électrique, se fait sentir le besoin de former des spécialistes de cette nouvelle technologie. En 1845, Alphonse Foy, directeur des lignes télégraphiques, propose la création d'une nouvelle école d'application pour les polytechniciens, spécialisée dans la télégraphie. Sa proposition est à l'époque rejetée.
La politique volontariste d'aménagement du territoire menée sous le Second Empire permet de couvrir intégralement la France en télégraphes. C'est ainsi qu'en 1876, au tout début de la Troisième République, à la suite d'une loi de 1873, les administrations des Postes et des Télégraphes fusionnent ; c'est la création des P&T. Dans le même élan, sous la présidence de Mac Mahon, le gouvernement de Jules Dufaure s'enrichit le 1er mars 1878 d'un nouveau service des Postes et Télégraphes. Adolphe Cochery en devient le premier directeur.
Deux mois après son investiture, A. Cochery publie le 12 juillet 1878 une circulaire ordonnant la création de l'École supérieure de télégraphie (EST), dont le premier directeur est Ernest-Édouard Blavier. L'école s'installe alors dans le 7e arrondissement, rue de Grenelle, à Paris. L'ouverture a lieu le 4 novembre 1878.
En 1888, elle change de nom, pour devenir l'école professionnelle supérieure des Postes & Télégraphes (EPSPT), et sa formation intègre une différence entre les élèves destinés à l'administration supérieure (section administrative) et les autres (section technique).
En 1912, un nouveau changement de nom en fait l'École Supérieure des Postes & Télégraphes (ESPT), et en 1934, elle intègre les locaux qu'elle occupe jusqu'en 2019 rue Barrault, dans le 13e arrondissement, à la place de la manufacture de gants Neyret, sur le flanc ouest de la Butte-aux-Cailles.
En 1938, elle prend le nom d'École nationale supérieure des postes et télécommunications (ENSPTT), et la même année, le président de la République Albert Lebrun décerne à l'école la Légion d'honneur.
Pendant la guerre, en 1942, l'ENSPTT est scindée en deux écoles : l'ENSPTT qui forme les cadres administratifs, et qui a fermé ses portes le 31 décembre 2002, et l'ENST (École nationale supérieure des Télécommunications), qui est le sujet de cet article.
En 1971, l'ENST passe sous la tutelle directe de la Direction générale des télécommunications, et le développement des télécommunications pendant cette période conduit l'État à créer deux écoles sœurs, l'École nationale supérieure des télécommunications de Bretagne (ENST Bretagne), en 1977, à Brest, et l'Institut national des télécommunications (INT), en 1979, à Évry.
En 1987, création du Complexe 13'53 en tant que foyer des élèves.
En 1991, l'école est un des membres fondateurs de ParisTech, établissement public réunissant 12 grandes écoles parisiennes ; on y trouve notamment, l'École polytechnique, École des hautes études commerciales de Paris (HEC) (depuis 2008), Arts et Métiers ParisTech, École nationale supérieure des mines de Paris (Mines ParisTech), l'École nationale des ponts et chaussées (École des Ponts ParisTech), l'École nationale supérieure de techniques avancées (ENSTA ParisTech), l'Institut d'Optique Graduate School (IOGS), l'École nationale de la statistique et de l'administration économique (ENSAE ParisTech) et l'École supérieure de physique et de chimie industrielles de la ville de Paris (ESPCI ParisTech).
En 1992, l'ENST fonde avec l'École polytechnique fédérale de Lausanne (EPFL) l'Institut Eurécom, à Sophia Antipolis.
En 1996, l'ENST propose la formation FORDIM (FORmation à DIstance Multi-supports). Cette formation permet à des ingénieurs de se spécialiser.
En 1997, la libéralisation du marché des télécommunications contraint l'État à retirer l'ENST du giron direct de France Télécom et crée le Groupe des écoles des télécommunications (GET) afin de rassembler les écoles ENST (renommée entretemps Télécom Paris), ENST Bretagne, INT (Télécom INT, INT Management). Le GET est un établissement public administratif qui dépend du Conseil général des technologies de l'information (CGTI) au ministère délégué à l'industrie.
Depuis le 1er janvier 2008, le GET s'appelle Institut Télécom, Télécom Paris s'appelle Télécom ParisTech et l'École Nationale Supérieure des Télécommunications de Bretagne s'appelle Télécom Bretagne. Courant 2008, l'INT devient Télécom et management SudParis (Télécom INT devient Télécom SudParis, INT Management Télécom École de Management).
À partir du 1er mars 2012, l'Institut Télécom s'appelle l'Institut Mines-Télécom.
Depuis le 1er juin 2019, Télécom ParisTech s'appelle à nouveau Télécom Paris et intègre, comme membre fondateur, l'Institut polytechnique de Paris. À cette occasion, elle s'installe en octobre de cette même année à Palaiseau, sur le campus Paris-Saclay, dans un nouveau bâtiment conçu par Yvonne Farrell et Shelley McNamara, de l'agence irlandaise Grafton Architects. Télécom Paris quitte la fondation ParisTech développement au 31 décembre 2019.
Les anciens locaux de l'école, dans le 13e arrondissement de Paris, sont réhabilités par la Régie Immobilière de la Ville de Paris pour accueillir le centre de recherche Inria de Paris ainsi que des logements.

## Départements d'enseignement et recherche
Télécom Paris est organisée en quatre départements d’enseignement et recherche :
- communications et électronique (Comelec);
- informatique et réseaux (INFRES);
- image, données, signal (IDS);
- sciences économiques et sociales (SES) .

## Enseignement

### Cycle ingénieur

#### Tronc commun de1reannée[10]
La première année à Télécom Paris est commune à tous les élèves issus d'une classe préparatoire (à l'exception de la prépa Technologie et Sciences Industrielles) et d'une licence de mathématique. Les élèves de la TSI, du IUT, ainsi que ceux d'une licence non mathématique auront un accompagnement supplémentaire.
Les cours du tronc commun de la première année sont répartis dans les domaines suivants :
- mathématiques appliquées, communications numériques ;
- physique électronique réseaux ;
- informatique ;
- sciences économiques et sociales ;
- exploration professionnelle.

Le sport n'est pas obligatoire, cependant l'école partage de nombreux gymnases et terrains avec les autres établissements du plateau de Saclay, notamment le Centre de loisirs de Moulon et la piscine de l'École polytechnique.

#### Filières de2eannée
En 2e année, les élèves choisissent 2 filières parmi les 14 proposées par l'école, regroupées dans les domaines suivants :
- réseaux, communications et cybersécurité ;
- mathématiques et informatique théorique ;
- intelligence artificielle et science des données ;
- systèmes informatiques, interactifs et embarqués ;
- économie et innovation numériques.

Ainsi que 8 cours complémentaires, qui sont des cours de culture générale, de formation humaine, de sciences économiques et sociales et des cours scientifiques, regroupés dans les domaines suivants :
- sciences et technologies ;
- culture générale ;
- sciences économiques et sociales ;
- formation humaine.

Depuis 2017, Télécom Paris propose à ses étudiants d'intéger sa filière apprentissage pour les deux années restantes du cycle ingénieur. Les étudiants peuvent choisir parmi les spécialisations suivantes : 
- cybersécurité ;
- réseaux, télécoms et internet des objets ;
- systèmes embarqués ;
- intelligence artificielle.

#### Masters
Télécom Paris est partenaire de plusieurs cursus universitaires de masters des universités Pierre et Marie Curie, Paris-Saclay, Paris-Descartes et Paris-Diderot. Les élèves en scolarité sur le site de Paris ont la possibilité de suivre l'une de ces formations, en parallèle à leur 3e année de formation, moyennant un aménagement de scolarité.

### Mastères
Télécom Paris propose des mastères spécialisés dans les domaines d’expertise suivants :
- Architecte Réseaux et Cybersécurité ;
- Cybersécurité et Cyberdéfense ;
- Expert cybersécurité des réseaux et des SI (ECRSI) ;
- Intelligence Artificielle Expert Data & MLops (ex-Big Data) ;
- Intelligence Artificielle multimodale et autonome ;
- Smart Mobility ;
- Architecte Digital d’Entreprise ;
- Manager des systèmes d’information ;
- Régulation de l’économie numérique ;

### Doctorat
Télécom Paris a été habilitée à délivrer le doctorat en son nom jusqu'au 31 décembre 2018, dans le cadre d'une co-accréditation avec l'UPMC, pour l'École doctorale d'informatique, de télécommunications et d'électronique (EDITE) de Paris (ED 130). En parallèle, depuis le 1er septembre 2015, elle inscrit des doctorants dont le diplôme est délivré sous le sceau de l'Université Paris-Saclay. À partir de 2019, le doctorat est délivré à Télécom Paris sous le sceau de l'Institut Polytechnique de Paris soit avec l'École Doctorale de l'Institut Polytechnique de Paris, soit avec l'École Doctorale de Mathématiques Hadamard (EDMH) conjointement avec l'Université Paris-Saclay.

## Vie étudiante et associative
Le Bureau des Étudiants (BDE) Télécom Paris possède des clubs et associations qui rythment la vie sur le campus. Télécom Paris a deux autres associations : la Junior Entreprise et le Forum Télécom Paris. Cette dernière permet de financer les projets de ses étudiants ainsi que la vie associative.
Le Bureau des Sports (BDS) Télécom Paris organise les sports au quotidien à l'école. Il organise aussi annuellement l'Ekiden Du Platal, une course sportive inspirée du relais ekiden japonais, dont la cinquième édition a lieu en 2025.

## Classements
Classements nationaux (classée en tant que Télécom Paris au titre de son diplôme d'ingénieur)
| Nom                | Année | Rang |
| ------------------ | ----- | ---- |
| DAUR Rankings      | 2024  | 7    |
| L’Étudiant         | 2025  | 5    |
| Le Figaro Étudiant | 2025  | 6    |

Classements internationaux (classée en tant qu'Institut polytechnique de Paris)
| Nom                    | Année     | Rang (monde) | Rang (France) |
| ---------------------- | --------- | ------------ | ------------- |
| CWUR                   | 2022-2023 | 43           | 5             |
| QS Top Universities    | 2023      | 48           | 2             |
| Shanghai Ranking       | 2022      | 301-400      | 13-16         |
| Times Higher Education | 2022      | 91           | 3             |

## Admission
Le recrutement pour la formation d'ingénieur se fait de quatre façons :

### Concours commun pour les élèves sortant des classes préparatoires aux grandes écoles (CPGE)
Le concours d'entrée est le « Concours commun Mines-Ponts ». En 2021, 150 places sont offertes pour Télécom Paris via ce concours.

### Admission par voie universitaire
Cette procédure d'admission est réservée aux étudiants titulaires d'un diplôme universitaire dans un des domaines de compétence de Télécom Paris. Elle permet d'accueillir des étudiants titulaires d'une licence L3 (5 à la rentrée 2013) et d'un master M1 ou équivalent (45 en 2013), toutes nationalités confondues.
L'admission se fait sur dossier, épreuves écrites et sur entretien. Les titulaires d'une licence sont admis en première année comme ceux issus des classes préparatoires aux grandes écoles (trois ans d'études). Les étudiants titulaires d'un master M1 rejoignent directement la deuxième année (deux ans d'études).

### Admission en apprentissage
Cette procédure d'admission était réservée aux étudiants titulaires d'un DUT dans un des domaines de compétence de Télécom Paris. En septembre 2013, 11 étudiants titulaires d'un DUT sont entrés en apprentissage à Télécom Paris. En septembre 2023 l'admission a été ouverte aux élèves sortant des classes préparatoires aux grandes écoles via le Concours commun Mines-Ponts.
L'admission très sélective se fait sur dossier, épreuves écrites et sur entretien. Les admis sont admis en première année (trois ans d'études par apprentissage).

### École polytechnique
Cette procédure d'admission est réservée aux élèves de l'École polytechnique qui souhaitent obtenir un double diplôme Polytechnique-Télécom Paris.

## Personnalités liées à l'établissement

### Professeurs
- François Baccelli
- Isabelle Bloch
- Antonio Casilli professeur de sociologie
- Jean-Louis Dessalles X76
- Christian Licoppe Professeur de Sociologie des Technologies d'Information et de Communication
- Éric Moulines ingénieur général du corps des mines X81
- Pierre Musso professeur en Sciences de l'information et de la communication
- Serge Proulx professeur associé Spécialiste de la communication et des médias
- Pascal Urien dans le domaine de la sécurité informatique, inventeur, et créateur de startup
- Stefano Zacchiroli professeur au département Informatique et Réseaux
- Frederic Grillot professeur au département Communications et Electronique

### Directeurs
- 1978 - 1981 : Alain Fauvet
- 1982 - 1985 : Guy Malléus
- 1985 - 1988 : Jean Claude Merlin
- 1988 - 1992 : Jean Herr
- 1992 - 1998 : Alain Sirot
- 1998 - 2007 : Marc Peyrade
- 2007 - 2019 : Yves Poilane
- 2019 - 2024 : Nicolas Glady
- 2024 - 2025 : Sophie Marain (par interim)
- 2025 - 2030 : Patrick Olivier[25]